# Ingeniero Eloy Borras Aguilar
Ingeniero Eloy Borras Aguilar är en ort i Mexiko.   Den ligger i kommunen Cintalapa och delstaten Chiapas, i den sydöstra delen av landet, 600 km sydost om huvudstaden Mexico City. Ingeniero Eloy Borras Aguilar ligger 773 meter över havet och antalet invånare är 235.
Terrängen runt Ingeniero Eloy Borras Aguilar är kuperad norrut, men söderut är den platt. Runt Ingeniero Eloy Borras Aguilar är det ganska glesbefolkat, med 26 invånare per kvadratkilometer. Närmaste större samhälle är Mérida, 15,1 km sydost om Ingeniero Eloy Borras Aguilar. Omgivningarna runt Ingeniero Eloy Borras Aguilar är en mosaik av jordbruksmark och naturlig växtlighet.